# Ultra High Temperature Reactor Experiment
Le Ultra High Temperature Reactor Experiment (UHTREX), littéralement « réacteur expérimental à ultra-haute température », est un réacteur nucléaire expérimental américain, de type graphite-gaz, développé dans les années 1960. Le but était d'étudier un réacteur utilisant un combustible simple, donc avec un coût de fonctionnement réduit, au prix d'une contamination du circuit primaire.

## Historique

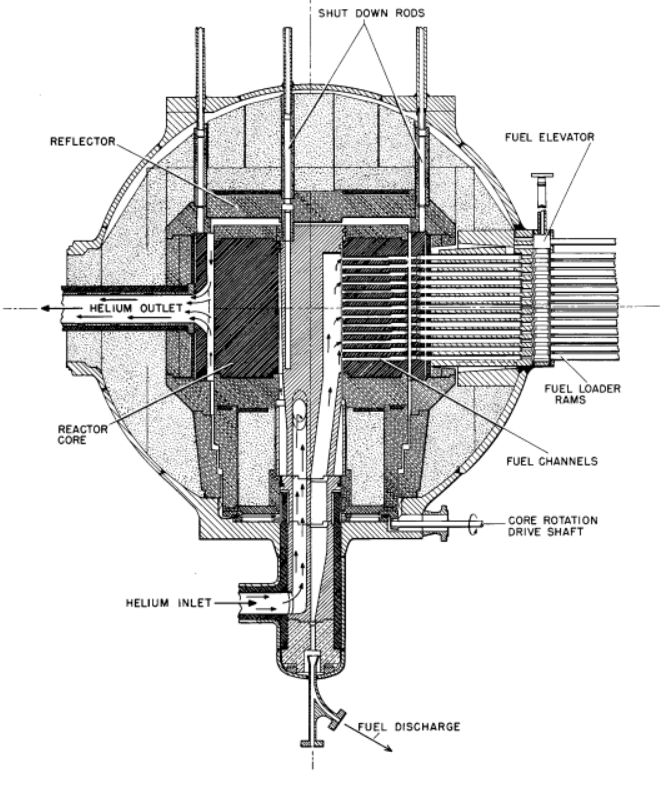

Ce projet est dérivé du projet de propulsion nucléaire thermique Rover. Le projet a débuté en 1959 et a duré 12 ans, et était situé au Laboratoire national de Los Alamos. Le réacteur a atteint sa pleine puissance en 1969.

## Conception du réacteur
Le rendement d'un réacteur dépend essentiellement de la température atteinte ; la limite ultime est le point de fusion des matériaux utilisés pour le réacteur. Par ailleurs, dans le cas du nucléaire, il faut séparer le combustible du fluide caloporteur afin d'éviter une contamination du fluide ; cela se fait habituellement par gainage du combustible, ou bien en faisant circuler le caloporteur dans un circuit séparé. Le rendement est alors limité par la température de fusion du gainage ou des tubes du circuit d'une part, et par l'accumulation des produits de fission au sein du combustible, certains produits de fission limitant la réaction. Cette pollution du combustible impose son renouvellement.
Le but du projet était de s'autoriser une pollution du fluide caloporteur. Cette conception ne fait alors plus intervenir de matériau barrière entre combustible et fluide, et permet donc :
- d'augmenter la température de fonctionnement ;
- d'éliminer les produits de fission du combustible ;

avec l'espoir d'atteindre un meilleur rendement.
Pour ce faire, le réacteur UHTREX utilisait comme combustible du graphite poreux imprégné d'oxyde d'uranium :
- le graphite a une très haute température de fusion ;
- avec l'élévation de température, les produits de fission peuvent migrer hors du combustible et être emportés par le fluide caloporteur, celui-ci étant par la suite filtré. On peut ainsi renouveler moins fréquemment le combustible, utiliser jusqu'à 50 % du combustible avant renouvellement[5].

L'inconvénient essentiel de ce procédé est la contamination du caloporteur, qui se propageait à tout le circuit primaire (pompes, compresseurs, échangeurs de chaleur). Une fuite du circuit primaire aurait posé un problème majeur pour le personnel et l'environnement. Le taux de radiation dans le cœur interdisait l'ouverture de la cuve pour le remplacement du combustible, imposant un renouvellement « en ligne » (online refuelling), c'est-à-dire en fonctionnement.
Le combustible était produit en imprégnant des tubes de graphite poreux par une solution de nitrate d'uranyle ; après un séchage à l'air, l'ensemble était cuit au four, ce qui produisait une couche d'oxyde d'uranium couvrant les pores du graphite. On espérait ainsi obtenir un combustible substantiellement moins cher que les autres modes de fabrication.
Le cœur du réacteur était un cylindre de graphite rotatif (tourelle) de 1,77 m de diamètre extérieur, 0,58 m de diamètre intérieur et 1 m de haut. Le cœur contenait 312 canaux à combustible, répartis en 13 couches de 24 canaux, les canaux étant répartis uniformément (15° d'intervalle). Chaque canal traversait le cœur et comportait 4 éléments combustibles.
Le renouvellement du combustible pouvait se faire alors que le réacteur fonctionnait à plein régime : il suffisait de faire tourner la tourelle et de pousser le nouvel élément combustible dans le canal, qui chassait alors l'ancien combustible. Le combustible usagé tombait au fond du réacteur où il était récupéré. Selon le taux d'enrichissement de l'uranium et la porosité du graphite, le réacteur utilisait 1 à 6 éléments combustibles par jour et produisait une puissance thermique de 3 MW.

## Spécifications
- Combustible : uranium hautement enrichi ;
- puissance thermique : 3 MW ;
- matériau du cœur : graphite ;
- modérateur : graphite
- cuve du réacteur : sphère de 4 m de diamètre et 50 mm d'épaisseur, en acier au carbone (acier non-allié) ;
- canaux à combustible : 312 canaux de 28 mm de diamètre intérieur et 597 mm de long, pouvant contenir 4 éléments combustibles ;
- élément combustible :  cylindre de 25,4 mm de diamètre extérieur, 12,7 mm de diamètre intérieur et 140 mm de long ;
- densité de puissance du cœur: 1,3 W/cm3 ;
- taux de consommation de combustible : jusqu'à 50 % ;
- fluide caloporteur : hélium à 3,45 MPa (34,5 bar) ;
- température du fluide caloporteur : 871,1 °C en entrée, 1 315,5 °C en sortie
- débit du fluide caloporteur : 1,294 kg/s.